# GS Nikī Volou
El Gymnastikos Syllogos Nikī Volou (grec: Γυμναστικός Σύλλογος Νίκη Βόλου) és un club esportiu grec de la ciutat de Volos.

## Història
El club neix el 1924 com American Red Cross Refugge Club. El 21 de setembre de 1926 esdevingué Niki Volos.

## Palmarès
- Segona divisió grega:
  - 1960-61, 2013-14
- Tercera divisió grega:
  - 1975-76, 1995-96
- Quarta divisió grega:
  - 1992-93, 2001-02